# Unión Deportiva Castellonense
La Unión Deportiva Castellonense es un club de fútbol de la ciudad de Villanueva de Castellón en Valencia (España). La temporada 2023-24 juega en la Tercera Federación - Grupo VI.

## Historia
Fundado en 1946 ha disputado casi todas sus temporadas en divisiones regionales de la Comunidad Valenciana. En la temporada 2022-23 consiguió el ascenso a Tercera Federación.

## Estadio
Hasta finales de 2006 se jugaba en el antiguo campo parroquial de La Almena, que pertenece a la iglesia y que actualmente está abandonado. El 6 de diciembre de 2006 se inauguró el nuevo estadio de césped artificial. El nombre de L' Almena proviene del nombre de la partida rural donde se encuentra situado. 